# برنامج الصواريخ الباليستية الإيراني
يعد برنامج الصواريخ الباليستية الإيراني الأكبر في الشرق الأوسط، ويلعب دورًا محوريًا في الاستراتيجية العسكرية الإيرانية. تُشكل صواريخها الباليستية المتنوعة، قصيرة ومتوسطة المدى، رادعًا، وتدعم وكلاءها الإقليميين، وتعزز قدرات الدفاع الوطني.

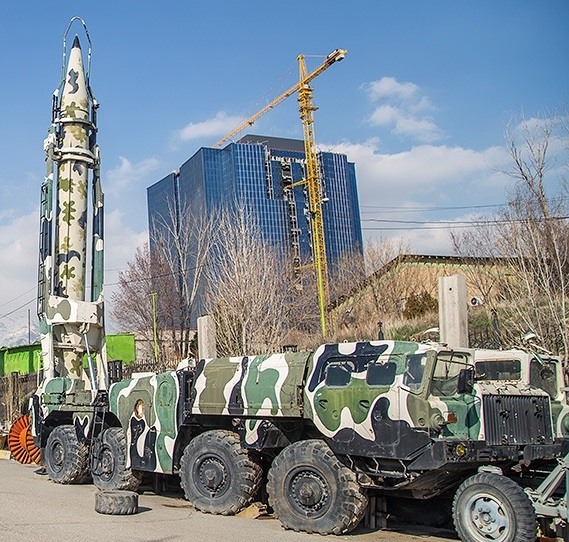
قاذفة صواريخ سكود إيرانية

يهدف البرنامج إلى تعويض التفوق العسكري لخصوم إيران، وخاصة في ظل العقوبات الغربية التي أعاقت قدرة إيران على الحفاظ على قوتها الجوية وترقيتها. وقد تبنت البلاد نهج "الردع بالعقاب" لدرء التهديدات من السعودية وإسرائيل والولايات المتحدة.
وقد أدت المخاوف بشأن الارتباط المحتمل للبرنامج النووي الإيراني إلى التدقيق والعقوبات الدولية.
يقود البرنامج في المقام الأول منظمة الصناعات الجوية والفضائية والحرس الثوري الإيراني، والذي يشرف على العديد من الكيانات الصاروخية التابعة والشركات الواجهة التي تشتري المكونات والمعدات اللازمة من الموردين الأجانب. تم تكليف منظمة جهاد البحث الاكتفاء الذاتي بتطوير قدرات الصواريخ الباليستية في البلاد.

## تاريخ
نشأ برنامج الصواريخ الإيراني خلال حرب الخليج الأولى كوسيلة لردع هجمات سكود العراقية وتعويض نقص القوة الجوية الحديثة. في عام 1984، حصلت إيران على أول صواريخها الباليستية (20 صاروخًا باليستيًا قصير المدى من طراز "سكود-بي" السوفيتي) من ليبيا واشترت لاحقًا مشتقات وقاذفات سكود من كوريا الشمالية والصين. بحلول التسعينيات، كانت إيران قد أعادت هندسة تقنية سكود لإنتاج صواريخ شهاب-1 (مدى 330 كم) وشهاب-2 (مدى 500 كم)، بالإضافة إلى صواريخ زلزال وفاتح قصيرة المدى . في العقد الأول من القرن الحادي والعشرين، قدمت إيران أنظمة أطول مدى (مثل صاروخ شهاب-3 الباليستي متوسط المدى الذي يعمل بالوقود السائل) وبدأت في اختبار التصميمات الصاروخية متعددة المراحل التي تعمل بالوقود الصلب (مثل صاروخ سجيل-2 الباليستي متوسط المدى). من أهم الإنجازات إطلاق صاروخ شهاب-3 عام 1998 (بمدى يقارب 1300 كيلومتر) وصاروخ سجيل الذي يعمل بالوقود الصلب عام 2008. وبحلول عام 2010، كشفت إيران عن نسخ أحدث (مثل قيام-1 عام 2010، وذو الفقار عام 2016)، ودمجت تجاربها الصاروخية مع برنامجها المتنامي لإطلاق الصواريخ الفضائية. وخلال هذه الفترة، شملت دوافع البرنامج ردع إسرائيل ودول الخليج، وعقيدة الحرب غير المتكافئة، والهيبة، كما لخصها الخبراء: «برنامج الصواريخ الباليستية الإيراني... عنصر مهم في العقيدة العسكرية، ووسيلة ردع، وأداة من أدوات الحكم».
في فبراير من عام 2025، بدا أن إيران تعيد تسليح برنامجها الصاروخي. وصلت سفينة تحمل 1000 طن من بيركلورات الصوديوم، وهي مادة كيميائية ضرورية لإنتاج الوقود الصلب في الصواريخ، إلى ميناء الشهيد رجائي في بندر عباس في إيران. يمكن أن تسهل هذه الشحنة إنتاج الوقود لحوالي 260 صاروخًا من طراز خيبر شكن أو حوالي 200 صاروخ باليستي من طراز الحاج قاسم سليماني. تسلط هذه الشحنة الضوء على اعتماد إيران المستمر على المصادر الدولية للمواد الأساسية.

## أنواع الصواريخ
تقدر ترسانة الصواريخ الباليستية الإيرانية بأكثر من 3000 صاروخ. ويتألف هذا المخزون الضخم من مجموعة متنوعة من الصواريخ الباليستية قصيرة المدى ومتوسطة المدى.

## المخزون
كان يُفترض أن إيران تمتلك أكثر من 3000 صاروخ (من جميع المديات) قبل الحرب الإيرانية الإسرائيلية. صَنّعت إيران مئات الصواريخ الباليستية قصيرة المدى (مثل فاتح 110، وإم-600) لحزب الله. يمتلك أنصار الله الحوثيون في اليمن عشرات الصواريخ الباليستية القادرة على ضرب السعودية أو إسرائيل. وقد تلقت الفصائل العراقية المدعومة من إيران عشرات الصواريخ الباليستية قصيرة المدى.
تستخدم إيران منصات نقل ونصب وإطلاق متحركة ( مثل الشاحنات متعددة المحاور) لمعظم الصواريخ، مما يسمح بتشتيتها. تُظهر الصور الجوية منصات نقل ونصب وإطلاق إيرانية تحمل صواريخ زلزال وقيام وسجيل على هياكل 6×6 أو 8×8 أو 10×10. كما تحتفظ إيران بمرافق مُحصّنة (غالبًا ما تكون تحت الأرض) لتجميع الصواريخ وتخزينها. والجدير بالذكر أن صور الأقمار الصناعية تكشف عن مجمعات جديدة ضخمة في خوجير ومدرس بالقرب من طهران، وهي مواقع موسعة لإنتاج وتخزين الصواريخ مع العديد من السواتر والمخابئ الواقية.

## القواعد
تمتلك إيران قواعد صاروخية باليستية عديدة منتشرة في جميع أنحاء البلاد، والعديد منها تحت الأرض.

## الإمكانات النووية
تمتلك العديد من الصواريخ الباليستية الإيرانية مدىً وحمولةً كافيتين لحمل رأس نووي، في حال قررت إيران تطويره. وقد أثار هذا قلقًا دوليًا وعقوبات.
صاروخ شهاب-3، المبني على تقنية كورية شمالية، يُعدّ من أكثر الصواريخ الباليستية الإيرانية تطورًا. بمدى يبلغ حوالي 1300 كيلومتر، يُمكنه حمل رأس نووي. أما صاروخ قدر-1، وهو نسخة مُعدّلة من شهاب-3، فيمتد هذا المدى إلى ما يقرب من 2000 كيلومتر. وقد أعلنت دراسة أُجريت عام 2019 أن صاروخ شهاب-3 الأصلي "مُصمّم ليكون قادرًا على حمل أسلحة نووية".
يُعتبر صاروخ خرمشهر، وهو الصاروخ الباليستي الإيراني الأكثر تطورًا والذي يعمل بالوقود السائل، مصممًا أيضًا لامتلاك قدرات نووية محتملة. فمقدمته المخروطية الأوسع (قطرها 1.5 متر) قادرة على حمل جهاز نووي.
يمكن تعديل الصواريخ الباليستية الإيرانية متوسطة المدى، مثل سجيل وعماد، والتي يتراوح مداها بين 1500 إلى 2500 كيلومتر، لحمل رؤوس حربية نووية. وتغطي هذه الصواريخ منطقة الشرق الأوسط بالكامل وأجزاء من أوروبا، مما يجعلها مصدر قلق للأمن الإقليمي والدولي.
ورغم أن خطة العمل الشاملة المشتركة لعام 2017 كانت مصممة لمنع إيران من الوصول إلى الأسلحة النووية، فإن المخاوف لا تزال قائمة بشأن طبيعة الاستخدام المزدوج المحتمل لتكنولوجيا الصواريخ الإيرانية.
أعرب المجتمع الدولي عن مخاوفه بشأن برنامج الصواريخ الإيراني، وخاصة بشأن ارتباطه المحتمل بطموحات إيران النووية. وكان قرار مجلس الأمن التابع للأمم المتحدة رقم 2231 قد منع إيران في السابق من الأنشطة التي تنطوي على "صواريخ مصممة لتكون قادرة على حمل أسلحة نووية"، لكن هذه القيود انتهت في أكتوبر من عام 2023.